# ベトナム社会主義共和国憲法
ベトナム社会主義共和国憲法（ベトナムしゃかいしゅぎきょうわこくけんぽう、Hiến pháp nước Cộng hoà Xã hội chủ nghĩa Việt Nam、チュノム：憲法𫭔共和社會主義越南）は、ベトナム社会主義共和国の憲法。最新版は2013年11月28日に国会により制定され、2014年1月1日に施行された。

## 概要
ベトナム民主共和国（北ベトナム、DRV）およびベトナム社会主義共和国の歴代の憲法は以下5つである。
- 1946年 ベトナム民主共和国憲法（1946年11月9日制定[注釈 1]）
- 1959年 ベトナム民主共和国憲法（1960年1月1日制定）
- 1980年 ベトナム社会主義共和国憲法（1980年12月19日制定）
- 1992年 ベトナム社会主義共和国憲法（1992年4月15日制定）
- 2013年 ベトナム社会主義共和国憲法（2013年11月28日制定）

上記の他に、ベトナム共和国（南ベトナム）では1956年と1967年の2つの憲法を制定したが、1975年のベトナム統一により1967年の憲法は無効となった。

## 各憲法

### 1946年憲法
1945年9月20日の主席令により、ホーチミンを議長とする憲法起草委員会を設立。翌1946年1月6日には総選挙が実施され、制憲議会（第1期国会）が発足した後、10月招集の第1期第2回国会において憲法は採択された。
1946年憲法の基本的な目的は、共産主義の統治に民主的な外観を与える事であった。当時のベトナムは、「フランス連合」の一員となるか「完全な独立を回復」するかの岐路にあり、フランスとの交渉において妥協を重ねていた。ベトナム民主共和国の新政府は、共産主義者の支持に神経をとがらせつつ、非共産主義ナショナリストにも魅力的で、フランス人交渉者を挑発しないような、民主主義的な装いを示そうとした。このため実際に実施される事は無かったが、憲法では言論の自由、表現の自由、結社の自由などが記載され、「ブルジョワ民主主義的」な性格をもつと評される。この文書は1959年の新憲法で置き換えられるまで、第一次インドシナ戦争や1959年の北ベトナムの分離などを通して、ホー・チ・ミン支配地域で影響を維持した。

### 1959年憲法
しかし、46年憲法が制定された直後、1946年末には仏越の戦闘が本格化し、「譲歩」から「抗戦」へと方針転換が為された。1951年のベトナム労働党第2回党大会において、46年憲法に代わる「真正の人民民主主義憲法」を制定する方針が掲げられた。1957年1月23日、ホー・チ・ミンを議長とする憲法改正起草委員会選出。1959年12月召集の第1期第11回国会で採択され、翌1960年1月1日に公布された。
2番目の憲法は明確に共産主義の特徴を持った。序文でベトナム民主共和国は「人民の民主的な国家は労働者階級に指導される」と規定し、立法・行政・司法などは名目上の限定的な権力を規定した。

### 1980年憲法
1975年のベトナム戦争終結と、1976年の南北ベトナム再統一により、1959年憲法の改正の動機が生まれた。改正は、1976年にベトナム共産党の第4回党大会で思想的な傾向に沿って行われ、生産・科学・技術・文化・思想の分野で「革命」を引き継ぐ事が期待される事が強調された。また、再統一に関連して新しく発生している課題として、新しい政治体制、新しい経済、新しい文化、新しい社会主義者などの開発の必要性が訴えられた。
従来の1959年憲法は、ホー・チ・ミン在任中に、ソビエトモデルから国家組織を独立させるとのデモンストレーションもあり制定された。1980年憲法は、中越戦争などベトナムが中華人民共和国からの深刻な脅威に直面し、ソビエト連邦への政治的経済的依存が拡大する状況で起草された。このため完成した1980年憲法は1977年のソ連憲法に類似している。

### 1992年憲法
1992年制定の憲法は、2001年の改正を含め、前文および各章で、政治体制、経済体制、文化・教育・科学・技術、国防、国民の権利と義務、国会、国家主席、政府、人民委員会、司法、国旗・国章、憲法改正などについて規定している。ベトナム社会主義共和国の原則として社会主義、マルクス・レーニン主義、ホー・チ・ミン思想、共産党による国家の指導、ベトナム祖国戦線（統一戦線組織）の神聖不可侵などが記載されている。
1992年憲法は、1986年から提唱されている改革開放政策であるドイモイ政策に適用された。第15条は「国は国家管理と社会主義的方針のもとに、市場経済による多分野の商品経済を開発する」と、社会主義と市場経済が併記された。

### 2013年憲法（現行憲法）
2013年11月28日、国会で改正案が決議された。改憲に際しては国民からの意見聴取を行い、国号を「ベトナム社会主義共和国」から「社会主義」を外して「ベトナム民主共和国」へ戻すことや憲法改正の際の国民投票の導入などの一部民主化を進めることも検討されていた。しかし、結局は第2条で「ベトナム社会主義共和国は、人民の、人民による、人民のための社会主義的法治国家である。」とし、第2章に「人権，市民の基本的な権利と義務」を設けるなどしたものの、第4条で引き続き共産党を「国家と社会の指導勢力である」とするなど、共産党が政治・経済を支配するという根本的な部分は変更されなかった。

### 1946年憲法
- 鮎京正訓『ベトナム憲法史』日本評論社、1993年
- 白石昌也『ベトナム － 革命と建設のはざま』東京大学出版会、1993年

### 1959年憲法
- Bernard Fall, North Viet-Nam’s New Draft Constitution, 32:2 Pacific Affairs 178 (1959).
- Bernard Fall, North Viet-Nam’s Constitution and Government, 33:3 Pacific Affairs 282 (1960).
- Bernard Fall, Constitution-Writing in a Communist State – The New Constitution of North Vietnam, 6 Howard Law Journal 157 (1960).

### 1980年憲法
- Nguyen Phuong-Khanh, Introduction to the 1980 Constitution of the Socialist Republic of Vietnam, 7(3) Review of Socialist Law 347 (1981)(including the text of the 1980 Constitution).

### 1992年憲法と2001年改正
- Mark Sidel, The Constitution of Vietnam: A Contextual Analysis, Oxford: Hart Publishing, 2009.
- Mark Sidel, Law and Society in Vietnam, Cambridge: Cambridge University Press, 2008.
- To Van-Hoa, Judicial Independence, Lund: Jurisförlaget i Lund, 2006.
- Mark Sidel, Analytical Models for Understanding Constitutions and Constitutional Dialogue in Socialist Transitional States: Re-Interpreting Constitutional Dialogue in Vietnam, 6 Singapore Journal of International and Comparative Law 42-89 (2002).
- Pip Nicholson, Vietnamese Legal Institutions in Comparative Perspective: Constitutions and Courts Considered, in K Jayasuriya (ed.), Law, Capitalism and Power in Asia: The Rule of Law and Legal Institutions, London: Routledge, 1999.
- Russell H K Heng, The 1992 Revised Constitution of Vietnam: Background and Scope of Changes, 4:3 Contemporary Southeast Asia 221 (1992).